# Verenigd Koninkrijk op het Eurovisiesongfestival 2025
Voor de 66ste deelname van het Verenigd Koninkrijk aan het Eurovisiesongfestival in Bazel, werd opnieuw voor een interne keuze gekozen via de BBC. 

## Selectie
Op 16 oktober 2024 maakte de omroep in een persbericht bekend dat de interne selectie zou worden geleid door Andrew Cartmell, die was aangesteld als hoofd van de delegatie, en David May, voormalig manager van Sam Ryder, de zanger die in 2022 de tweede plaats behaalde voor het Verenigd Koninkrijk op het songfestival in Turijn. De BBC bevestigde dat de zoektocht naar de Britse inzending al enkele maanden aan de gang was, in samenwerking met meerdere Britse platenlabels, uitgevers, songwriters en de muziekproductielabels BBC Music en BBC Introducing. Daarnaast werd onthuld dat de Britse inzending in maart 2025 aan het publiek zou worden gepresenteerd.
Op 29 januari 2025 bevestigde Scott Mills tijdens The Scott Mills Breakfast Show op BBC Radio 2 dat de Britse inzending al was geselecteerd en dat er werd gewerkt aan de definitieve presentatie. Op 4 februari 2025 meldden BBC Radio 1-presentatoren Natalie O'Leary en Vicky Hawkesworth dat de groep Remember Monday het Verenigd Koninkrijk zou vertegenwoordigen in Bazel. Hierop bevestigden verschillende Britse media de selectie van de groep, terwijl de BBC niet reageerde op de speculaties. Op 7 maart 2025 werden Remember Monday officieel aangekondigd als de Britse vertegenwoordigers tijdens The Scott Mills Breakfast Show, met het nummer What the Hell Just Happened?.
Het nummer werd geschreven door groepsleden Charlotte Steele, Holly-Anne Hull en Lauren Byrne, samen met Julie Aagaard, Kes Kamara, Sam Brennan, Thomas Stengaard en Tom Hollings.

## In Bazel
Als lid van de vijf grote Eurovisielanden mag het Verenigd Koninkrijk automatisch deelnemen aan de grote finale, op zaterdag 17 mei 2025. Remember Monday behaalde een 19de plaats met 88 punten, allen afkomstig vanuit de vakjury's. De Italiaanse vakjury gaf de inzending de topscore van 12 punten. Net als in 2024 wist het Verenigd Koninkrijk geen punten te scoren bij de kijkers thuis. 
1957 · 1958 · 1959 · 1960 · 1961 · 1962 · 1963 · 1964 · 1965 · 1966 · 1967 · 1968 · 1969 · 1970 · 1971 · 1972 · 1973 · 1974 · 1975 · 1976 · 1977 · 1978 · 1979 · 1980 · 1981 · 1982 · 1983 · 1984 · 1985 · 1986 · 1987 · 1988 · 1989 · 1990 · 1991 · 1992 · 1993 · 1994 · 1995 · 1996 · 1997 · 1998 · 1999 · 2000 · 2001 · 2002 · 2003 · 2004 · 2005 · 2006 · 2007 · 2008 · 2009 · 2010 · 2011 · 2012 · 2013 · 2014 · 2015 · 2016 · 2017 · 2018 · 2019 · 2020 · 2021 · 2022 · 2023 · 2024 · 2025
Albanië · Armenië · Australië · Azerbeidzjan · België · Cyprus · Denemarken · Duitsland · Estland · Finland · Frankrijk · Georgië · Griekenland · Ierland · IJsland · Israël · Italië · Kroatië · Letland · Litouwen · Luxemburg · Malta · Montenegro · Nederland · Noorwegen · Oekraïne · Oostenrijk · Polen · Portugal · San Marino · Servië · Slovenië · Spanje · Tsjechië · Verenigd Koninkrijk · Zweden · Zwitserland